# Louis Agricola Bauer
Pour les articles homonymes, voir Agricola et Bauer.
Louis Agricola Bauer, né le 26 janvier 1865 à Cincinnati et mort le 12 avril 1932 à Washington D.C, est un  géophysicien, astronome et magnéticien américain.

## Biographie
Né à Cincinnati dans l'Ohio, il est diplômé de l'Université de Cincinnati en 1888 et il commence immédiatement à travailler pour le United States Coast and Geodetic Survey. Instructeur en physique mathématique à l'Université de Chicago en 1895-1896, il occupe ensuite divers postes dont celui de premier directeur du Département de magnétisme terrestre de la Carnegie Institution de Washington, créé en 1904. À ce poste, il met en place et réalise un programme à grande échelle sur deux décennies et demie pour cartographier le champ magnétique terrestre sur terre et en mer dans le but de fournir des informations précises et tenues à jour. 
En 1908, il devient président de la Philosophical Society of Washington. En 1910, il reçoit le Prix Charles Lagrange de l'Académie royale des Sciences, des Lettres et des Beaux-Arts de Belgique. Il est élu membre de l'Académie américaine des arts et des sciences en 1912. 
Il est mort à Washington, DC , à l'âge de 67 ans. 

## Publications
- 1895 : Beiträge zur Kenntniss des Wesens der Säcularvariation des Erdmagnetismus
- 1897 : Vertical Earth-Air Electric Currents
- 1908 : United States Magnetic Tables and Magnetic Charts for 1905
- 1913 : Land-Magnetic Observations, 1905-1910